# Komnénosz Mária bizánci császárné
Komnénosz Mária (1404 előtt – 1439. december 17.), görögül: Μαρία Μεγάλη Κομνηνή της Τραπεζούντας, törökül: Trabzonlu Maria Megali Komnini, latinul: Maria Comnena Trapezuntina, trapezunti császári hercegnő, bizánci császárné. A Komnénosz-házból származott. IV. Alexiosz trapezunti császár lánya, Crispo Florencia naxoszi hercegnő nagynénje és I. Katalin ciprusi királynő nagynagynénje, valamint Uzun Haszan feleségének, Komnénosz Teodóra iráni királynénak a nagynénje. Ortodox keresztény vallású volt.

## Élete

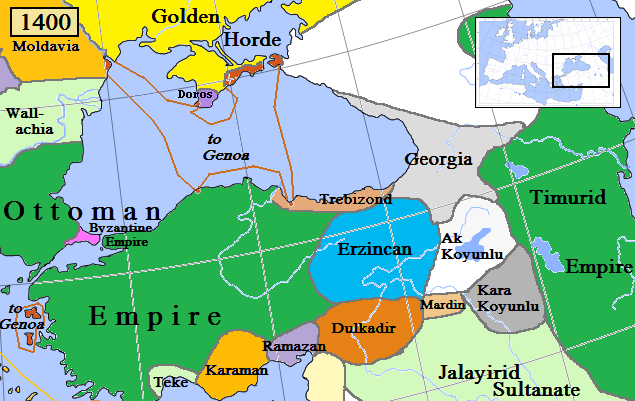
A Trapezunti Császárság és a maradék Bizánci Birodalom 1400-ban.

Apja IV. Alexiosz (1382–1429) trapezunti császár, az anyja Kantakuzénosz Teodóra (1382 körül–1426).
Apai nagyszülei III. Mánuel (1363–1417) trapezunti császár és Bagrationi Eudokia/Gulkan(-Hatun(i)) (Gülhan) (1360 körül–1390) grúz királyi hercegnő, IX. Dávid grúz király és Dzsakeli Szinduhtar szamchei (meszheti) hercegnő lánya.
A nővére Komnénosz Eudokia (Valenza), akinek a férje Nicolò/Niccolò Crispo (1392–1450), a  Naxoszi Hercegség régense volt.
Az ő gyerekeik voltak: II. (Crispo) Ferenc (1417–1463) naxoszi herceg, akinek az 1 felesége Guglielma Zeno volt, és 3 gyermeket szült, a 2. felesége Petronilla Bembo, akitől nem születtek újabb gyermekei, valamint Crispo Florencia (1422–1501), akinek a férje Marco Cornaro (1406–1479) velencei patrícius, Marco Cornaro velencei dózse dédunokája volt. Az ő lányuk volt I. (Cornaro) Katalin (Caterina) (1454–1510) ciprusi királynő (ur.: 1474–1489), aki II. (Fattyú) Jakab (1438–1473) ciprusi királyhoz ment férjhez, és egy fiuk született, III. (Lusignan) Jakab (1473–1474), aki az apja halála után a születésétől a haláláig Ciprus királya volt.
Továbbá Violante Crispo (1427–?) Caterino Zeno (1421/35/43–1490 körül) velencei patríciushoz ment feleségül, akit a Velencei Köztársaság Mária unokahúgához, Teodórához és férjéhez, Uzun Haszanhoz küldött követeként. Caterino Zeno Mária unokahúgát, fivérének, IV. Jánosnak a lányát, Teodórát és gyermekeit is meglátogatta, és részletes beszámolót készített a trapezunti császári hercegnőről.
Az öccse, II. (Komnénosz) Dávid (1408 körül–1463), 1460-tól 1461-ig az utolsó trapezunti császár volt.
A bizánci belső kapcsolatok a Bizánci Birodalom 1204-es széthullásakor is megmaradtak, mikor Konstantinápolyt a IV. keresztes hadjáratban a nyugatiak elfoglalták, és ezt sok esetben házasságokkal is megpecsételték. Ennek a hagyománynak volt a folytatása, hogy 1427. szeptemberében feleségül ment VIII. (Palaiologosz) János bizánci császárhoz. Mária távoli rokonságban állt a férjével, hiszen női ágon a Palaiologosz-házból származott: Palaiologosz Eudokia trapezunti császárné 6. (generációs) és VIII. (Palaiologosz) Mihály bizánci császár 7. (generációs) leszármazottja volt. Házasságuk gyermektelen maradt.